# Campeonato Mundial de Atletismo de 2019 - 400 m com barreiras masculino

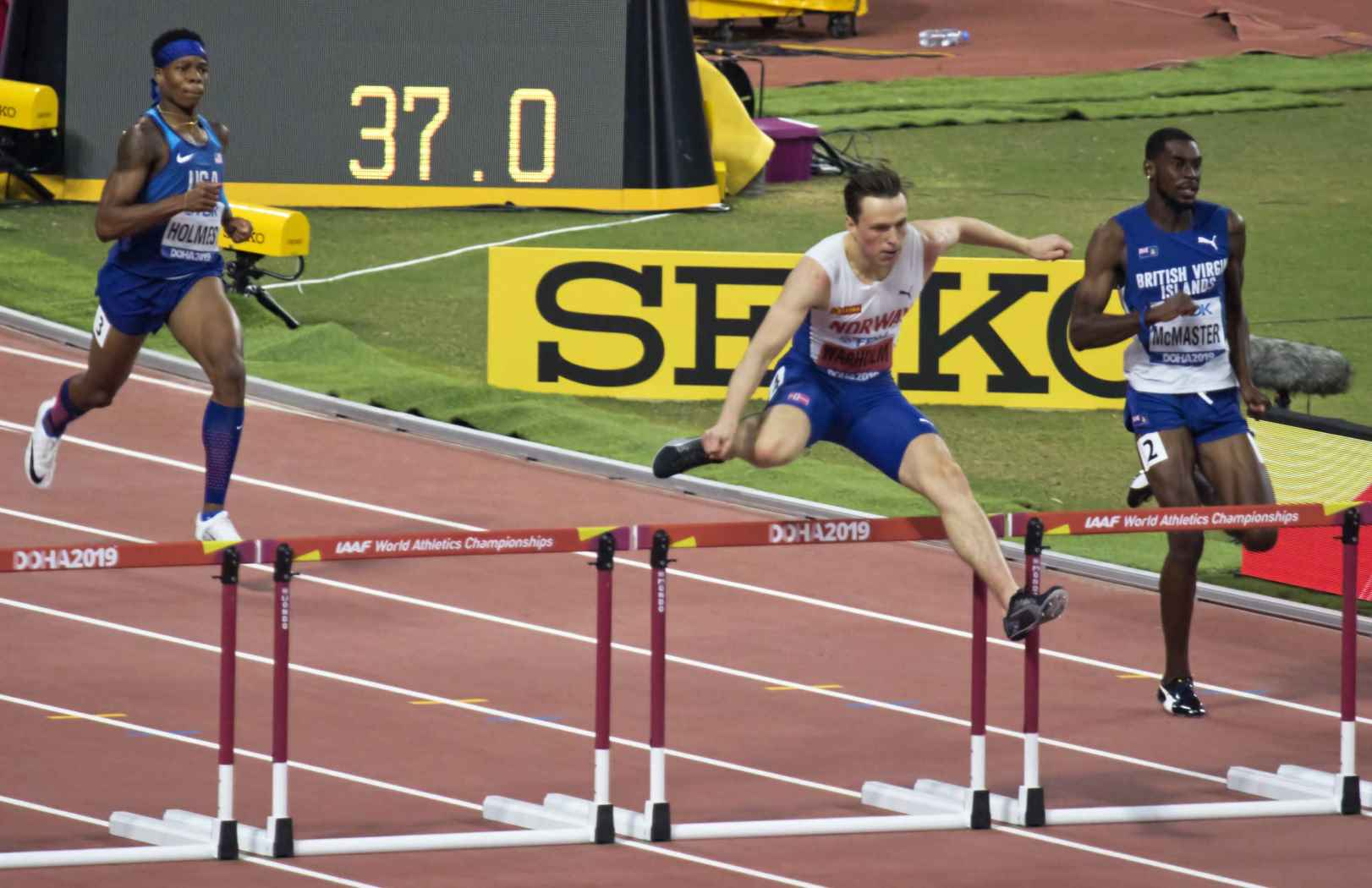
Imagem da final da corrida de atletismo 400 com barreira no campeonato mundial de 2019

A competição dos 400 metros com barreiras masculino no Campeonato Mundial de Atletismo de 2019 foi realizada no Estádio Internacional Khalifa, em Doha, no Catar, entre os dias 27 e 30 de setembro.

## Recordes
Antes da competição, os recordes eram os seguintes: 
| Recorde mundial                               | Kevin Young (USA)       | 46.78 | Barcelona, Espanha      | 6 de agosto de 1992  |
| Recorde do campeonato                         | Kevin Young (USA)       | 47.18 | Estugarda, Alemanha     | 19 de agosto de 1993 |
| Melhor marca do ano                           | Karsten Warholm (NOR)   | 46.92 | Zurique, Suíça          | 29 de agosto de 2019 |
| Recorde africano                              | Samuel Matete (ZAM)     | 47.10 | Zurique, Suiça          | 7 de agosto de 1991  |
| Recorde asiático                              | Abderrahman Samba (QAT) | 46.98 | Paris, França           | 30 de junho de 2018  |
| Recorde da América do Norte, Central e Caribe | Kevin Young (USA)       | 46.78 | Barcelona, Espanha      | 6 de agosto de 1992  |
| Recorde sul-americano                         | Bayano Kamani (PAN)     | 47.84 | Helsinque, Finlândia    | 7 de agosto de 2005  |
| Recorde europeu                               | Karsten Warholm (NOR)   | 46.92 | Zurique, Suíça          | 29 de agosto de 2019 |
| Recorde da Oceania                            | Rohan Robinson (AUS)    | 48.28 | Atlanta. Estados Unidos | 31 de julho de 1996  |

## Medalhistas
| Ouro                  | Prata              | Bronze                  |
| Karsten Warholm (NOR) | Rai Benjamin (USA) | Abderrahman Samba (QAT) |

## Tempo de qualificação
| Tempo de qualificação |
| --------------------- |
| 49.30                 |

## Calendário
| Data                   | Horário | Fase          |
| ---------------------- | ------- | ------------- |
| 27 de setembro de 2019 | 20:35   | Eliminatórias |
| 28 de setembro de 2019 | 18:05   | Semifinais    |
| 30 de setembro de 2019 | 22:40   | Final         |

Todos os horários estão no horário local (UTC+3)

## Resultados

### Eliminatórias
Qualificação: Quatro primeiros de cada bateria (Q) e os quatro melhores tempos (q) das eliminatórias. 
| Pos. | Bateria | Atleta                 | Nacionalidade            | Tempo | Notas                |
| ---- | ------- | ---------------------- | ------------------------ | ----- | -------------------- |
| 1    | 3       | Abderrahman Samba      | Catar                    | 49.08 | Q                    |
| 2    | 3       | Takatoshi Abe          | Japão                    | 49.25 | Q                    |
| 3    | 1       | Karsten Warholm        | Noruega                  | 49.27 | Q                    |
| 4    | 5       | Rasmus Mägi            | Estónia                  | 49.34 | Q,                   |
| 5    | 1       | Thomas Barr            | Irlanda                  | 49.41 | Q                    |
| 6    | 5       | Ludvy Vaillant         | França                   | 49.49 | Q                    |
| 7    | 3       | TJ Holmes              | Estados Unidos           | 49.50 | Q                    |
| 8    | 5       | Abdelmalik Lahoulou    | Argélia                  | 49.54 | Q                    |
| 9    | 2       | Kyron McMaster         | Ilhas Virgens Britânicas | 49.60 | Q                    |
| 10   | 4       | Rai Benjamin           | Estados Unidos           | 49.62 | Q                    |
| 11   | 1       | Jabir Madari Pillyalil | Índia                    | 49.62 | Q                    |
| 12   | 1       | Kemar Mowatt           | Jamaica                  | 49.63 | Q                    |
| 13   | 2       | Alison dos Santos      | Brasil                   | 49.66 | Q                    |
| 14   | 1       | Amere Lattin           | Estados Unidos           | 49.72 | q                    |
| 15   | 5       | Chris McAlister        | Grã-Bretanha             | 49.73 | Q                    |
| 16   | 5       | Yasmani Copello        | Turquia                  | 49.75 | q                    |
| 17   | 4       | Mohamed Amine Touati   | Tunísia                  | 49.76 | Q                    |
| 18   | 4       | Patryk Dobek           | Polónia                  | 49.89 | Q                    |
| 19   | 2       | Chen Chieh             | Taipé Chinesa            | 49.95 | Q                    |
| 19   | 1       | Fernando Arodi Vega    | México                   | 49.95 | q                    |
| 21   | 3       | Rilwan Alowonle        | Nigéria                  | 50.04 | Q                    |
| 22   | 4       | Vít Müller             | Chéquia                  | 50.15 | Q                    |
| 23   | 2       | Luke Campbell          | Alemanha                 | 50.20 | Q                    |
| 24   | 4       | Masaki Toyoda          | Japão                    | 50.34 | q                    |
| 25   | 1       | Mehdi Pirjahan         | Irão                     | 50.46 |                      |
| 26   | 3       | Nick Smidt             | Países Baixos            | 50.54 |                      |
| 27   | 5       | Dharun Ayyasamy        | Índia                    | 50.55 |                      |
| 28   | 3       | Kariem Hussein         | Suíça                    | 50.62 |                      |
| 29   | 4       | Sergio Fernández       | Espanha                  | 50.71 |                      |
| 30   | 2       | Creve Armando Machava  | Moçambique               | 50.76 |                      |
| 31   | 5       | Constantin Preis       | Alemanha                 | 50.93 |                      |
| 32   | 4       | Márcio Teles           | Brasil                   | 51.02 |                      |
| 33   | 3       | Wilfried Happio        | França                   | 51.25 |                      |
| 34   | 1       | Artur Terezan          | Brasil                   | 51.52 | Recorde da temporada |
| 35   | 2       | Lindsay Hanekom        | África do Sul            | 51.71 |                      |
| 36   | 2       | Ned Justeen Azemia     | Seicheles                | 52.58 |                      |
| 37   | 3       | Andrea Ercolani Volta  | San Marino               | 52.60 | Recorde nacional     |
| 38   | 5       | Malique Smith          | Ilhas Virgens Americanas | 59.45 |                      |
| 39   | 2       | Bienvenu Sawadogo      | Burquina Fasso           | DSQ   | 163.3(a)             |

### Semifinais
Qualificação: Dois primeiros de cada bateria (Q) e os dois melhores tempos (q) das semifinais. 
| Pos. | Bateria | Atleta                 | Nacionalidade            | Tempo | Notas                |
| ---- | ------- | ---------------------- | ------------------------ | ----- | -------------------- |
| 1    | 2       | Karsten Warholm        | Noruega                  | 48.28 | Q                    |
| 2    | 1       | Alison dos Santos      | Brasil                   | 48.35 | Q,                   |
| 3    | 1       | Yasmani Copello        | Turquia                  | 48.39 | Q,                   |
| 4    | 2       | Abdelmalik Lahoulou    | Argélia                  | 48.39 | Q,                   |
| 5    | 1       | Kyron McMaster         | Ilhas Virgens Britânicas | 48.40 | q                    |
| 6    | 3       | Rai Benjamin           | Estados Unidos           | 48.52 | Q                    |
| 7    | 2       | TJ Holmes              | Estados Unidos           | 48.67 | q                    |
| 8    | 3       | Abderrahman Samba      | Catar                    | 48.72 | Q                    |
| 9    | 1       | Rasmus Mägi            | Estónia                  | 48.93 | Recorde da temporada |
| 10   | 3       | Takatoshi Abe          | Japão                    | 48.97 |                      |
| 11   | 3       | Thomas Barr            | Irlanda                  | 49.02 | Recorde da temporada |
| 12   | 2       | Ludvy Vaillant         | França                   | 49.10 |                      |
| 13   | 1       | Mohamed Amine Touati   | Tunísia                  | 49.14 | Recorde pessoal      |
| 14   | 2       | Chris McAlister        | Grã-Bretanha             | 49.18 | Recorde pessoal      |
| 15   | 1       | Amere Lattin           | Estados Unidos           | 49.20 |                      |
| 16   | 1       | Kemar Mowatt           | Jamaica                  | 49.32 |                      |
| 17   | 3       | Jabir Madari Pillyalil | Índia                    | 49.71 |                      |
| 18   | 3       | Fernando Arodi Vega    | México                   | 49.96 |                      |
| 19   | 3       | Vít Müller             | Chéquia                  | 49.97 |                      |
| 20   | 1       | Chen Chieh             | Taipé Chinesa            | 50.00 |                      |
| 21   | 2       | Luke Campbell          | Alemanha                 | 50.00 |                      |
| 22   | 2       | Patryk Dobek           | Polónia                  | 50.18 |                      |
| 23   | 2       | Masaki Toyoda          | Japão                    | 50.30 |                      |
| 24   | 3       | Rilwan Alowonle        | Nigéria                  | 52.01 |                      |

### Final
A final ocorreu dia 30 de setembro às 22:41. 
| Pos.              | Raia | Atleta              | Nacionalidade            | Tempo | Notas                |
| ----------------- | ---- | ------------------- | ------------------------ | ----- | -------------------- |
| Medalha de ouro   | 4    | Karsten Warholm     | Noruega                  | 47.42 |                      |
| Medalha de prata  | 7    | Rai Benjamin        | Estados Unidos           | 47.66 |                      |
| Medalha de bronze | 9    | Abderrahman Samba   | Catar                    | 48.03 |                      |
| 4                 | 2    | Kyron McMaster      | Ilhas Virgens Britânicas | 48.10 | Recorde da temporada |
| 5                 | 3    | TJ Holmes           | Estados Unidos           | 48.20 | Recorde pessoal      |
| 6                 | 6    | Yasmani Copello     | Turquia                  | 48.25 | Recorde da temporada |
| 7                 | 5    | Alison dos Santos   | Brasil                   | 48.28 | Recorde pessoal      |
| 8                 | 8    | Abdelmalik Lahoulou | Argélia                  | 49.46 |                      |

Legenda
| Recorde mundial       | Recorde mundial (World record)               |                       | Recorde africano                      | Recorde africano (African) |                                           | Q | Classificado por posição (Qualified) |
| Recorde do campeonato | Recorde do campeonato (Championship record)  | Recorde da América    | Recorde da América (Americas)         | q                          | Classificado por melhor tempo (Qualified) |   |                                      |
| Melhor marca do ano   | Melhor marca do ano (World leading)          | Recorde asiático      | Recorde asiático (Asian)              | DNS                        | Não largou (Did not start)                |   |                                      |
| Recorde nacional      | Recorde nacional (National record)           | Recorde europeu       | Recorde europeu (European)            | DNF                        | Não terminou (Did not finish)             |   |                                      |
| Recorde pessoal       | Recorde pessoal do atleta (Personal best)    | Recorde da Oceania    | Recorde da Oceania (Oceania)          | DSQ / DQ                   | Desclassificado (Disqualified)            |   |                                      |
| Recorde da temporada  | Recorde da temporada do atleta (Season best) | Recorde sul-americano | Recorde sul-americano (South America) | NM                         | Sem marca (No mark)                       |   |                                      |